# L'assistenta
L'assistenta (The Housemaid, títol original en anglès) és una sèrie de llibres escrits per Freida McFadden del gènere thriller. El primer llibre, L’Assistenta, va ser publicat el 23 d’agost del 2022 per l’editorial “Grand central publishing” als Estats Units, amb el títol original “The housemaid”.
El 20 de febrer de 2023 es va estrenar el segon llibre: El secret de l’assistenta (The housmaid’s secret, títol original en angles). El tercer llibre s’estrenaria l’any 2024, L’Assistenta et vigila (The housemaid is watching).

## Sinopsi de L’assistenta
La història narra l’arribada de Millie, una jove desesperada per trobar feina. Buscant entrevistes de treball, se li dona l’oportunitat de treballar com a assistenta de la casa dels Winchester, una família molt rica de Long Island, Nova York. Ella comença a treballar en aquella casa. Tot sembla normal amb la família, la Nina, la mare; l’Andrew, el marit de la Nina; i la Cecelia, la filla del matrimoni. La trama comença quan en arribar a la casa per primera vegada, l’Enzo, el jardiner, li diu, en italià, «pericolo». En un principi, la Millie no l'entén, ja que no parla italià, però després ho busca en el traductor del seu telèfon i descobreix que aquella paraula significa 'perill'. La Millie comença a tenir molts dubtes sobre aquell missatge, però no li dona massa importància.
A partir d’aquell moment inquietant, comencen a passar coses amb la família, les actituds de la Nina, les baralles per la nit, el passat de la Nina… Però la Millie segueix treballant tranquil·la. Però tot dona un gir imprevist quan la Millie es dona compte per la nit que la porta de la seva habitació només es pot tancar per fora i no la pot obrir.

## Sinopsi d'El secret de l’assistenta
A la Millie se li complica el fet de trobar feina sense que li preguntin sobre el seu passat. Fins que la família Garrick li dona l’oportunitat de treballar amb ells, d’assistenta. A la Millie li sembla perfecte, un àtic en mig de Manhattan on viure-hi, un treball no massa difícil, ja que ha de netejar sobre net, ja que no hi ha ni un bri de pols. Però a la Millie li sobta que mai ha vist a la senyora Garrick, encara que l’escolta plorar a la seva habitació. Tampoc ha vist què hi ha dintre de l’habitació d’invitats.
Un dia, fent la bugada, veu taques de sang en el coll de les camises blanques. Més tard, la Millie no pot evitar picar a la porta de l’habitació de la senyora Garrick, i quan sobre la porta lentament, el que veu ho canvia tot.

## Sinopsi de L’assistenta et vigila
Han passat casi 12 anys des dels fets narrats en el segon llibre, i excepte la Millie, l'Enzo i la Cecília, el resta de personatges són desconeguts. La vida de la Millie ha fet un gir de 180 graus. Ja no treballa d’assistenta, ara treballa d'assistenta social, ajudant a la gent a sortir del forat on ella s'hi va trobar. Està casada amb l’atractiu jardiner, Enzo, i tenen dos fills: Nico de 9 anys i Ada d'11. També s’han traslladat a un altre barri, deixant el pis del Bronx per instal·lar-se a Long Island.
Des de fora, tot és perfecte. Una família normal i una casa d’aspecte rústic, i un bon preu, en la que tots estan encantats. Però tot comença a canviar quan a la nit se senten sorolls estranys en plena nit, que la fan semblar encantada.

## Premis L’assistenta
1. Premi València negra 2024.[6]

## Premis El secret de l’assistenta
1. Premi Goodreads al millor thriller en l'àmbit internacional.[7]